# Ла Брюйер
Ла Брюйер (на френски: La Bruyère) е селище в Южна Белгия, окръг Намюр на провинция Намюр. Населението му е около 8300 души (2006).